# Калибай
Калиба́й (каз. Қалыбай) — село у складі Іргізького району Актюбінської області Казахстану. Входить до складу Іргізького сільського округу.
Населення — 252 особи (2021; 311 у 2009, 423 у 1999, 403 у 1989).